# Kent Kumpula
Kent Kristian Kumpula, född 12 augusti 1975 i Sköns församling i Sundsvall, är en svensk sverigedemokratisk politiker. Han är sedan 26 november 2024 riksdagsledamot, invald för Uppsala läns valkrets. Han var tidigare distriktsordförande för Sverigedemokraterna i Uppsala län.